# We Want Miles
We Want Miles è un album di Miles Davis pubblicato nel 1982. Si tratta di un album che documenta una delle prime apparizioni dal vivo di Davis dopo il periodo di silenzio che durò dal 1975 al 1980. L'album è composto da materiale nuovo registrato durante il tour del 1981 a Boston il 2 giugno, New York il 5 luglio e Tokyo il 4 ottobre. Questo album raggiunse la seconda posizione nella classifica Jazz Albums statunitense e vinse nel 1982 un Grammy Award per Best Jazz Instrumental Performance by a Soloist.

## Tracce
1. Jean-Pierre – 10:39
2. Back Seat Betty – 8:12
3. Fast Track – 15:13
4. Jean-Pierre – 3:56
5. My Man's Gone Now – 20:05
6. Kix – 18:35

## Formazione
- Miles Davis - tromba
- Bill Evans -  sax soprano
- Mike Stern - chitarra elettrica
- Marcus Miller - basso elettrico fender
- Al Foster - batteria
- Mino Cinelu - percussioni